# 한국식육처리기능사협회
한국식육처리기능사협회는 과학적인 식육처리기술 향상으로 식육산업 발전 도모, 회원의 친목단결과 식육문화 발전에 기여 목적으로 1999년 7월 24일 설립된 대한민국 농림수산식품부 소관의 사단법인이다. 사무실은 경기도 안성시 공도읍 신두리 200-40에 있다.
사단법인ᆞ 한국식육처리기능사협회 중앙회ᆞ
도지회ᆞ광역시지회ᆞ시군지부
회원자격 ᆞ한국식육처리기능사  자격증소지자

## 주요 사업
- 식육산업 발전 및 식육처리 기술향상에 관한 사항
- 회원의 경영 기술지도 및 취업․구인 등 복리증진에 관한 사항
- 회원과 식육산업 종사자 및 임직원의 교육에 관한 사항
- 식육산업 기자재의 공동구매․알선․보급사업
- 본회 업무에 관련된 홍보산업
- 식육처리 기술보급을 위한 축산물 위생처리장 경영 및 부대사업과 축산물 시범판매장 사업
- 식육산업의 선진화와 식육문화 발전에 관한 사업
- 정부기관으로부터 위촉받은 사업과 조사연구사업
- 기타 본회의 목적달성을 위하여 필요한 사업